# Smyrna (Géorgie)
Pour les articles homonymes, voir Smyrna.
Smyrna est une ville de Géorgie située dans le comté de Cobb, aux États-Unis. Au recensement de 2000, la ville comptait 40 999 habitants.
Smyrna est l'une des banlieues les plus proches d’Atlanta, située près de l'intersection nord de l'I-285 et de l'I-75, qui est l'emplacement de Cumberland et du Cobb Galleria. Elle est également près de Vinings, Marietta, Mableton, Sandy Springs et la région aisée de Buckhead, à Atlanta.

## Économie
The Home Depot, Glock, et The Weather Channel ont également des sièges sociaux près du côté de Smyrna. C'était également l'emplacement des bureaux de la corporation World Championship Wrestling. Une usine de Lockheed Martin est également située tout près dans Marietta.

## Démographie
| 1880 | 1890 | 1900 | 1910 | 1920 | 1930  |
| ---- | ---- | ---- | ---- | ---- | ----- |
| 259  | 416  | 238  | 599  | 791  | 1 178 |

| 1940  | 1950  | 1960   | 1970   | 1980   | 1990   |
| ----- | ----- | ------ | ------ | ------ | ------ |
| 1 440 | 2 005 | 10 157 | 19 157 | 20 312 | 30 981 |

| 2000   | 2010   | - | - | - | - |
| ------ | ------ | - | - | - | - |
| 40 999 | 51 265 | - | - | - | - |

## Personnalités liées à la commune
- Eschel Rhoodie (en) (1933-1993), secrétaire sud-africain du Département de l'information de 1972 à 1977, a résidé à Smyrna après avoir émigré aux États-Unis[2].
- Bob Barr (1948-), procureur américain, ancien membre de la Chambre des représentants fédéraux et candidat du Parti libertarien à l'Élection présidentielle américaine de 2008[3] ;
- Pat Terry (1952-), musicien de studio et compositeur, résident de longue date de Smyrna[4] ;
- Louie Giglio (1958-), pasteur baptiste américain qui officie à la Passion City Church à Atlanta, fondateur de Passion Conferences pour les étudiants, fondateur du label discographique Sixsteps Records ;
- Kelly Nelon Clark (en) (1959-), actrice et chanteuse d'enregistrement de musique chrétienne contemporaine et de gospel du sud des États-Unis, résidente de longue date de Smyrna ;
- Gerald Perry (1960-), basketteur américain ;
- C. Martin Croker (en) (1962-2016), animateur et doubleur américain né à Smyrna, connu pour son travail sur la série d'animation Space Ghost Coast to Coast ;
- Ron Gant (1965-), basketteur américain[5] ;
- Julia Roberts (1967-), actrice et productrice américaine née à Smyrna[6] ;
- Cat Power (1972-),  chanteuse et parolière américaine ;
- Benn Jordan (1979-), compositeur de musique électronique, possède une maison et un studio d'enregistrement à Smyrna[7] ;
- John Brebbia (1990-), joueur de baseball américain ;
- Daniel Palka (en) (1991-), joueur de baseball américain ;
- Tay Glover-Wright (en) (1992-), joueur de football canadien américain né à Smyrna ;